# Larry Connor
Larry Connor (Albany, 7 gennaio 1950) è un imprenditore e astronauta statunitense.
È un imprenditore a capo del Connor Group, una società di investimento immobiliare dello Ohio. Ha partecipato come turista spaziale alla missione Axiom Mission 1 di 17 giorni a bordo della Stazione spaziale internazionale tra l'8 e il 25 aprile 2022.